# 309th Aerospace Maintenance and Regeneration Group

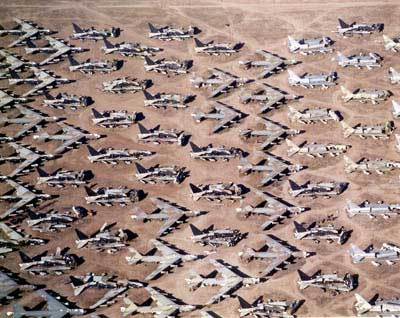
B-52 składowane na terenie bazy

309th Aerospace Maintenance and Regeneration Group – 309 Grupa Utrzymywania i Konserwacji zlokalizowana na terenie bazy Davis-Monthan Air Force Base w Tucson w Arizonie. Znana również jako The Boneyard, największe cmentarzysko wycofanych z aktywnej służby samolotów US Air Force, US Coast Guard, US Navy i US Marine Corps.

## Historia

### Problem
Problem z ogromną liczbą samolotów bojowych, używanych przez wszystkie rodzaje sił zbrojnych Stanów Zjednoczonych pojawił się po zakończeniu II wojny światowej. Z ogólnej liczby pozostałych po zakończeniu działań bojowych maszyn, armia mogła przejąć około 20% samolotów. Dodatkowo rozwój nowego rodzaju napędu odrzutowego zwiastował zmierzch ery samolotów z napędem tłokowym. Tymczasem do czerwca 1946 roku na 30 lotniskach musiano rozlokować 34 000 powracających ze wszystkich frontów samolotów. Między innymi Clinton Naval Air Station w Oklahomie przyjęło 8000 samolotów w tym 1444 myśliwców Grumman F4F Wildcat. Lotnisko Walnut Ridge w Arkansas stało się schronieniem dla ponad 5500 samolotów bombowych w tym 87 Convair B-32 Dominator, które nawet nie weszły do aktywnej służby i przyleciały wprost z fabryki w Fort Worth w Teksasie. Amerykański Departament Obrony szacował, że pod koniec 1947 roku, na wszystkich dostępnych lotniskach, zmagazynowano sprzęt o łącznej wartości około 10 mld dolarów, czyli około 70 mld obecnych dolarów. W ciągu roku zutylizowano samoloty o wartości 8 mln dolarów, dalsza utylizacja w takim tempie sparaliżowałaby działalność wielu baz na okres kilku lub kilkunastu lat.

### Davis-Monthan Air Force Base
Poszukując rozwiązania zwrócono uwagę na bazę Davis-Monthan. Baza powstała w 1925 roku, kiedy to amerykański rząd za 19,5 dolara, kupił 650 akrów półpustynnych terenów w południowej części Arizony. Na wniosek okolicznych mieszkańców, powstałe lotnisko nazwano imieniem pochodzących z pobliskiego Tucson pilotów: Samuela Davisa i Oscara Monthana, którzy zginęli w 1921 i 1924 roku. W latach II wojny światowej na terenie bazy zlokalizowane było Centrum Szkolenia i Zgrywania załóg samolotów bombowych. Ostatni kursanci wzięli udział w szkoleniu w 1945 roku, po czym centrum rozwiązano. Baza wydawała się być idealnym miejscem do przechowywania nadwyżek latającego sprzętu. Głównym atutem były panujące na tym terenie warunki klimatyczne. Niewielkie wahania temperatury w ciągu doby, bardzo mała wilgotność powietrza rzędu 20% – 30%, jedne z najniższych w całym kraju opadów deszczu oraz wypalony słońcem twardy jak skała grunt. Takie warunki pozwalały przechowywać samoloty na wolnym powietrzu w środowisku nie narażającym je na korozję oraz bez potrzeby budowania hangarów i magazynów oraz wylewania betonowych pasów startowych i dróg kołowania, twarda nawierzchnia mogła utrzymać nawet najcięższe samoloty. Pod koniec stycznia 1946 roku do Davis-Monthan przyleciały pierwsze Douglas C-47 Skytrain i Boeing B-29 Superfortress. Do końca tego samego roku było tutaj już 679 sztuk B-29 i 241 C-47. Do końca 1947 roku na lotnisku przebywało już ok. 3000 samolotów różnego typu. Składowisko podporządkowano Dowództwu Obsługi Technicznej Lotnictwa Armii i oficjalnie nazwano 4105th Army Air Force Base Unit, w 1948 roku zmienioną na 3040th Aircraft Storage Depot. Składowane samoloty albo kanibalizowano, wymontowując z nich części zapasowe, albo pokrywano specjalnym kauczukowym kokonem, aby mogły doczekać lepszych dla siebie czasów i znowu wzbić się w powietrze.

### Spadek liczby samolotów w bazie
Pierwsze znaczące uszczuplenie "zasobów" bazy miało miejsce już trzy lata po wojnie z powodu tzw. I kryzysu berlińskiego. Przywrócono wówczas do służby 150 bombowców B-29 i 120 samolotów transportowych C-47. Po zażegnaniu kryzysu bombowce pozostały na lotniskach w związku z przeprowadzeniem przez Związek Radziecki udanej próby wybuchu jądrowego, a C-47 jako tanie i niezawodne maszyny transportowe znalazły nabywców wśród wielu krajów odbudowujących po wojnie swoje własne lotnictwo cywilne.

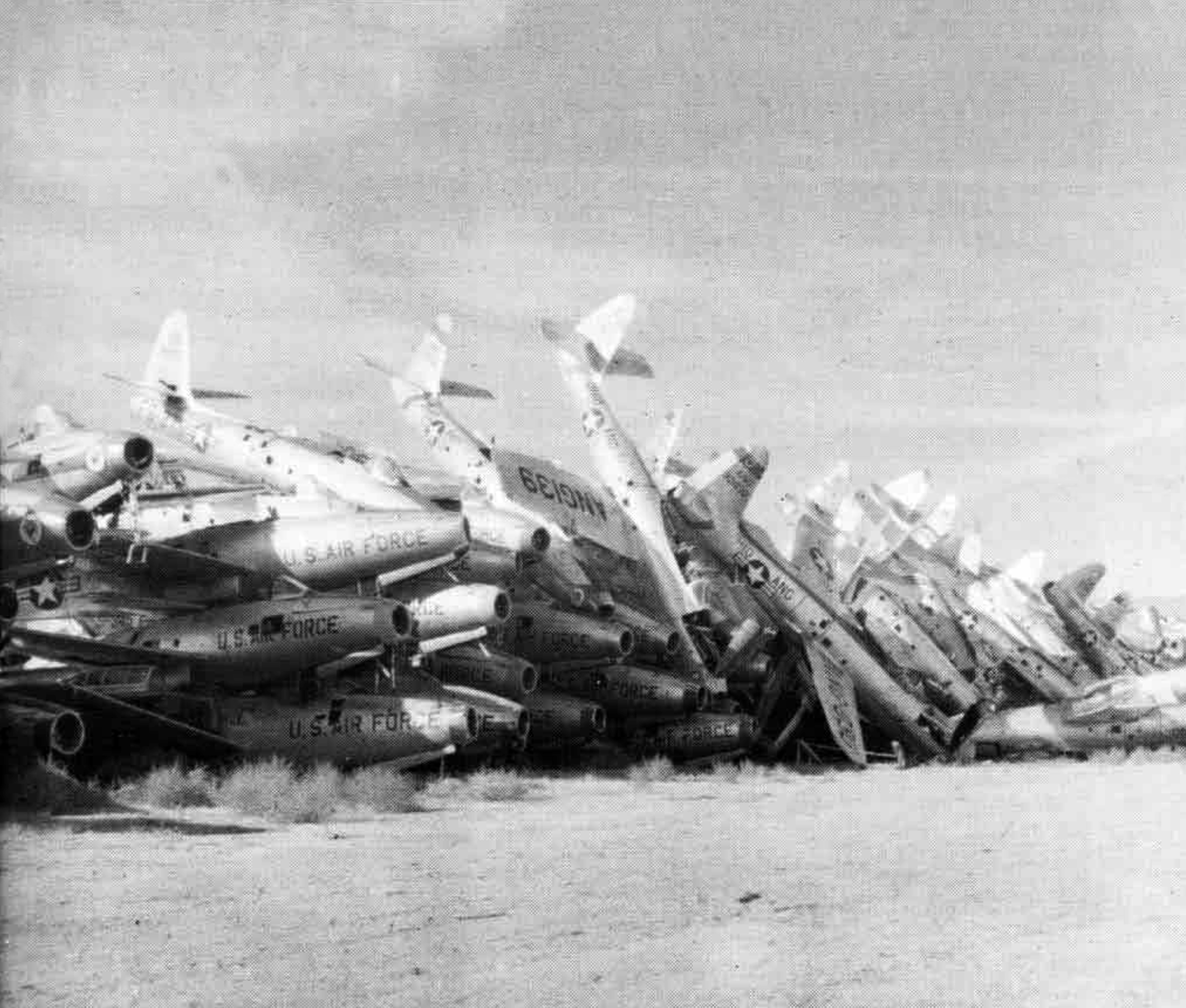
F-84 na cmentarzysku

### Wojna w Korei
Do 1950 r. na cmentarzysku panował względny spokój. Dopiero wybuch wojny w Korei ogołocił bazę z samolotów. W grudniu 1951 roku doliczono się 750 maszyn. Sytuacja odwróciła się w 1953 r. po zakończeniu konfliktu, na lotnisko zaczęły wracać Superfortece. Było to spowodowane nie tylko zakończeniem walk ale również wprowadzaniem do uzbrojenia nowych bombowców Convair B-36 Peacemaker, Boeing B-50 Superfortress i odrzutowego Boeing B-47 Stratojet. Niezbyt długo polatały B-50, które już w 1954 roku zaczęły trafiać do Davis-Monthan. W tym samym roku na cmentarzysku znajdowało się 1205 samolotów. Wśród nich jeden Consolidated B-24 Liberator oraz Junkers Ju 88.

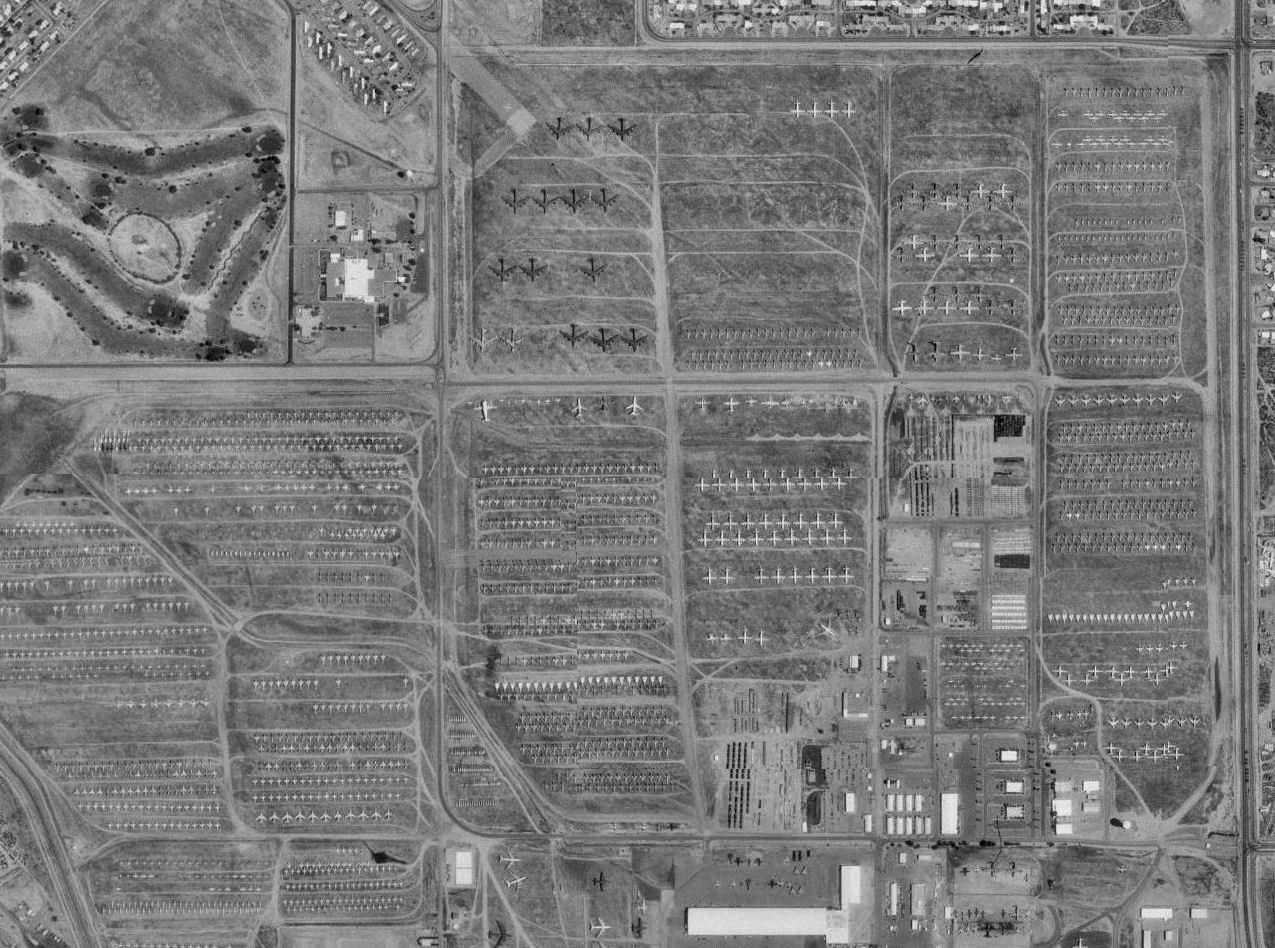
Widok z lotu ptaka na cmentarzysko w 1992 r.

### Era odrzutowców
W 1956 roku w Davis-Monthan pojawiły się niespotykane tam dotąd maszyny – pierwsze śmigłowce. Były to Sikorsky H-19 Chickasaw oraz pierwsze samoloty odrzutowe, Lockheed F-80 Shooting Star, Republic F-84 Thunderjet i koreański bohater North American F-86 Sabre. Trwały również przygotowania do przyjęcia jak do tej pory największych składowanych samolotów B-36, których 40 sztuk zajmowało tyle miejsca co 90 B-29. W 1959 roku sprzedano 110 transportowych Curtiss C-46 Commando oraz 94 Martin B-26 Marauder, które po modyfikacjach służyły jako latający strażacy. W 1960 roku na cmentarzysku przebywało około 4000 samolotów, z których około 1000 przeznaczonych było do zniszczenia poprzez pocięcie gilotyną. Rok później nastał kolejny kryzys w Berlinie. Tym razem był on spowodowany budową Muru Berlińskiego. Wstrzymał zniszczenie około 400 bombowców B-47. W 1964 roku 3040th Aircraft Storage Depot zmienił nazwę na Military Aircraft Storage and Disposition Center. W 1965 roku pojawiły się pierwsze bombowce Boeing B-52 Stratofortress, których cięcie rozpoczęto w 1971 r. Eskalacja konfliktu w Wietnamie dała drugą młodość samolotom z końca II wojny światowej Douglas A-1 Skyraider, które doskonale sprawdzały się w roli samolotu szturmowego nad niebem południowo-wschodniej Azji. Wietnam pozwolił ponownie wzbić się w powietrze wysłużonym C-47, których około trzydziestu przebudowano do pełnienia roli ciężkich samolotów wsparcia, "nowe" samoloty oznaczono jako Douglas AC-47 Spooky. W 1966 r. na terenie bazy otwarto muzeum Pima Air and Space Museum, które zostało udostępnione publiczności w 1976 roku. W 1969 roku na cmentarzysku przebywało 3576 samolotów i śmigłowców. Do wiosny 1970 roku do bazy przybyły wszystkie używane przez Strategic Air Command bombowce Convair B-58 Hustler. W 1971 roku, w związku ze spadkiem lotniczej aktywności Stanów Zjednoczonych w Wietnamie, Davis-Monthan zaczęło ponownie się zapełniać, doliczono się wówczas ponad 4500 maszyn, najliczniej reprezentowany był śmigłowiec Schweizer 300. Szczyt dostaw miał miejsce w 1973 r., kiedy to w przeciągu roku Davis-Monthan przyjęło 2130 maszyn, aby rok później doliczyć się 6030 samolotów, śmigłowców i rakiet, jako że do bazy trafiły pociski UGM-27 Polaris i Minuteman. W 1971 roku baza przeżyła niespodziewane i niespotykane w tej części kraju zjawisko atmosferyczne. 28 grudnia spadł śnieg, wywołało to spore poruszenie i obawy, jak dalece jego topnienie rozmiękczy grunt. Na szczęście nic się nie stało. W 1973 roku po raz pierwszy do Davis-Monthan przyjęto maszyny US Coast Guard. Rok wcześniej pojawiły się pierwsze General Dynamics F-111. Duża liczba przechowywanych North American F-100 Super Sabre, Convair F-102 Delta Dagger i Convair F-106 Delta Dart zaczęła być przerabiana w 1973 r. na latające cele, w takim przypadku maszyny kończyły zestrzelone w wodach Zatoki Meksykańskiej. Do 1976 roku w bazie przeważały statki powietrzne US Air Force, od 1977 r. najwięcej maszyn należało do US Navy (1108 samolotów i śmigłowców wobec 678 US Air Force). W 1981 roku pojawiły się cywilne Boeingi 707 należące do American Airlines. Były to maszyny odkupione od cywilnego przewoźnika w celu przerobienia ich na latające cysterny Boeing KC-135 Stratotanker. Samoloty te stanowiły źródło części zamiennych dla używanych przez siły powietrzne samolotów. Na początku lat 80. wycofano około 200 samolotów McDonnell Douglas A-4 Skyhawk, część trafiła do Singapuru i Malezji, a część dostarczyła części zamiennych do remontowanych i przeznaczonych na eksport maszyn. W tym okresie pojawił się również McDonnell Douglas F-4 Phantom II, których setki trafiły na pustynie Arizony. W ramach postanowień układów rozbrojeniowych pomiędzy Stanami Zjednoczonymi a Związkiem Radzieckim, ustalono procedury niszczenia bombowców B-52. Uszkadzano im w widoczny sposób stateczniki pionowe lub poziome a następnie pozostawiano w takim stanie na okres 120 dni aby dać czas sowieckim satelitom szpiegowskim na zrobienie zdjęć. W 1985 roku cmentarzysko zmieniło nazwę z dotychczasowej na Aerospace Maintenance and Regeneration Center. Pod koniec lat 80. zaczęły trafiać do Davis-Monthan pociski Cruise i MGM-31B Pershing II. Były one pozbawione głowicy bojowej, a z samych rakiet odzyskiwano paliwo, które wykorzystywano w innych pociskach. W 1989 roku do bazy dostarczono ostatni egzemplarz F-106. W 1990 roku Boeing 707 oznaczony jako Dash 80, będący jednym z prototypów tego zasłużonego dla lotnictwa cywilnego samolotów, po 18 latach spędzonych na pustyni odleciał do Seattle, aby znaleźć się w muzeum Boeinga. Całą trasę samolot pokonał z wysuniętym podwoziem. W 1993 roku pojawiły się pierwsze General Dynamics F-16 Fighting Falcon, które przybyły do Arizony z jednostek Air National Guard. W maju 2007 roku Aerospace Maintenance and Regeneration Center zostało przeniesione pod dowództwo 309th Maintenance Wing i zmieniło nazwę na obowiązującą do dziś. Obecnie na terenie Davis-Monthan znajduje się około 4400 statków powietrznych. Cmentarzysko obejmuje obszar 11 km² i zatrudnia ponad pół tysiąca osób.

## Obowiązujące procedury

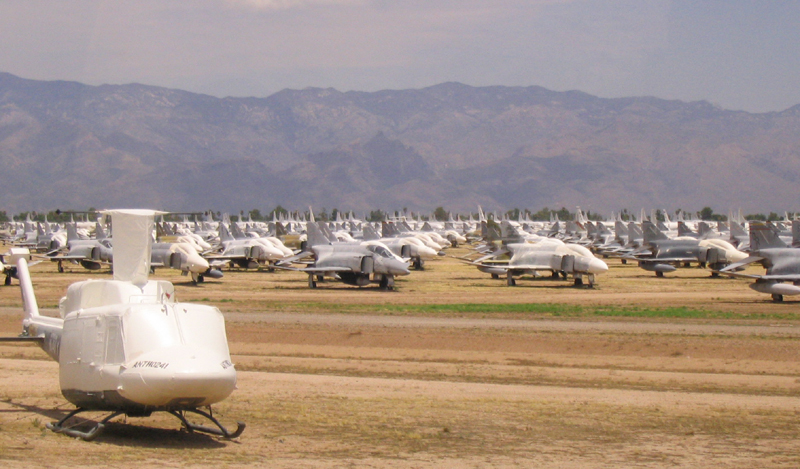
Na pierwszym planie UH-1, w tle Phantomy

Gdy samolot lub śmigłowiec trafia pod opiekę 309 Grupy i jest nadzieja, że prędzej czy później trafi z powrotem do służby lub zostanie sprzedany, najpierw opróżnia się zbiorniki paliwa, a cały układ paliwowy przemywa się lekkim olejem, który osiadając w układzie, chroni go przed korozją. Usuwane są wszystkie płyny i oleje z samolotu. Maszyna jest suszona i przeglądana w poszukiwaniu śladów korozji. W przypadku śmigłowców demontowane i magazynowane są łopaty wirników. Opróżniane i płukane są również układy hydrauliczne. Następnie statek powietrzny pokrywany jest specjalnym plastikowo-kauczukowym kokonem (Spraylat), po 3 miesiącach płatowiec jest ponownie sprawdzany, czy pod ochronną warstwą nie pojawiły się pęcherze powietrza. Na okres co najmniej 10 lat maszyna jest zabezpieczona. Jeśli sprzęt przeznaczony jest do kasacji, wymontowuje się z niego wszystko, co może jeszcze zostać użyte lub sprzedane. Do 1977 roku ocena jakości części przeprowadzana była pobieżnie. Potem do oceny zaczęto używać ultrasonografów i aparatów rentgenowskich. W 1987 roku wygenerowano w ten sposób 114 000 części o wartości 72 mln dolarów. Pod koniec lat 80. ze względów oszczędnościowych zaczęto zamiast Spraylatu używać do pokrywania samolotów, o których wiadomo było, że wrócą do służby przed upływem 4 lat specjalnej folii, której okres gwarancji wynosił owe 4 lata. Samoloty i śmigłowce, które nie powróciły do służby lub nie znalazły innego nabywcy, po usunięciu wszystkich cennych elementów i części, pocięciu, trafiają do huty, gdzie ich resztki są przetapiane.